# Campionato europeo femminile under 19 di calcio 2012
Il Campionato europeo femminile under 19 di calcio 2012 è stato la 15ª edizione del torneo organizzato dalla UEFA. La fase finale si è giocata in Turchia, dal 2 al 14 luglio 2012. Al torneo potevano partecipare solo le giocatrici nate dopo il 1º gennaio 1993.
La Svezia ha vinto il titolo per la seconda volta.

## Qualificazioni
Le qualificazioni prevedevano due fasi. Nella prima, disputata tra il 17 e il 22 settembre 2011, 40 squadre sono state divise in 10 gironi di 4. Le prime due classificate di ogni girone e la migliore terza si sono qualificate per la seconda fase, a cui erano ammesse direttamente Germania Francia e Inghilterra, ovvero le prime tre del ranking UEFA. Le 24 squadre rimaste sono state divise in 6 gironi di 4. Gli incontri si disputarono tra il 31 marzo e il 5 aprile 2012. Le vincitrici di ogni girone e la migliore seconda classificata si sono qualificate per la fase finale.

### Squadre qualificate
La seguente tabella riporta le otto nazionali qualificate per la fase finale del torneo, con le informazioni relative ai precedenti tornei compresi anche i primi riservati alle Under-18.
| Nazionale   | Metodo di qualificazione        | fasi finali disputate | Ultima qualificazione | Migliore risultato nel torneo |
| ----------- | ------------------------------- | --------------------- | --------------------- | ----------------------------- |
| Turchia     | Ospitante                       | 1                     | -                     | Debutto                       |
| Portogallo  | Vincitrice fase élite, Gruppo 1 | 1                     | -                     | Debutto                       |
| Svezia      | Vincitrice fase élite, Gruppo 2 | 8                     | 2009                  | Campione (1999)               |
| Romania     | Vincitrice fase élite, Gruppo 3 | 1                     | -                     | Debutto                       |
| Serbia      | Vincitrice fase élite, Gruppo 4 | 1                     | -                     | Debutto                       |
| Spagna      | Vincitrice fase élite, Gruppo 5 | 10                    | 2011                  | Campione (2004)               |
| Inghilterra | Vincitrice fase élite, Gruppo 6 | 8                     | 2010                  | Campione (2009)               |
| Danimarca   | Migliore 2ª fase élite          | 6                     | 2007                  | Campione (1998)               |

## Fase finale
Le 7 nazionali vincitrici del secondo turno di qualificazione si aggiungono alla Turchia nazione ospitante. Esse furono sorteggiate in due gruppi da quattro squadre, con le prime due di ogni gruppo qualificate per le semifinali. Il sorteggio ebbe luogo il 24 aprile ad Adalia, in Turchia.

### Fase a gironi

#### Girone A
| Pos | Squadra    | Pt | G | V | N | P | GF | GS | DR |
| --- | ---------- | -- | - | - | - | - | -- | -- | -- |
| 1.  | Danimarca  | 9  | 3 | 3 | 0 | 0 | 3  | 0  | +3 |
| 2.  | Portogallo | 4  | 3 | 1 | 1 | 1 | 1  | 1  | 0  |
| 3.  | Turchia    | 2  | 3 | 0 | 2 | 1 | 1  | 2  | −1 |
| 4.  | Romania    | 1  | 3 | 0 | 1 | 2 | 1  | 3  | −2 |

| Arbitro: | Knarik Grigoryan |

|                |           |  |
| Bovbjerg 90+2’ | Marcatori |  |

| Adalia 2 luglio 2012, ore 21:30 | Turchia                 | 0 – 0 referto | Portogallo | Mardan Sports Complex\| Arbitro: \| Anastasija Pustovojtova \| |
| Arbitro:                        | Anastasija Pustovojtova |               |            |                                                                |

| Arbitro: | Simona Ghisletta |

|  |           |            |
|  | Marcatori | 50’ Fisker |

| Arbitro: | Zuzana Kováčová |

|           |           |  |
| Micas 43’ | Marcatori |  |

| Arbitro: | Riem Hussein |

|           |           |                       |
| Bâtea 51’ | Marcatori | 78’ (aut.) Corduneanu |

| Arbitro: | Stéphanie Frappart |

|  |           |                     |
|  | Marcatori | 75’ (rig.) Andersen |

#### Girone B
| Pos | Squadra     | Pt | G | V | N | P | GF | GS | DR |
| --- | ----------- | -- | - | - | - | - | -- | -- | -- |
| 1.  | Spagna      | 7  | 3 | 2 | 1 | 0 | 7  | 0  | +7 |
| 2.  | Svezia      | 7  | 3 | 2 | 1 | 0 | 6  | 1  | +5 |
| 3.  | Inghilterra | 1  | 3 | 0 | 1 | 2 | 0  | 5  | −5 |
| 4.  | Serbia      | 1  | 3 | 0 | 1 | 2 | 1  | 8  | −7 |

| Arbitro: | Simona Ghisletta |

|  |           |                      |
|  | Marcatori | 31’ (rig.) Rubensson |

| Arbitro: | Zuzana Kováčová |

|                                  |           |  |
| Pinel 6’ Andrés 71’ Calderón 88’ | Marcatori |  |

| Arbitro: | Stéphanie Frappart |

|                                               |           |  |
| Putellas 17’ Sampedro 29’ Torrecilla 45’, 69’ | Marcatori |  |

| Arbitro: | Riem Hussein |

|                 |           |                                                                    |
| Marija Ilić 65’ | Marcatori | 31’, 62’ Rubensson 38’ Hammarlund 70’ (aut.) Djordjević 90+3’ Diaz |

| Adalia 8 luglio 2012, ore 19:30 | Serbia                  | 0 – 0 referto | Inghilterra | Titanic Stadium\| Arbitro: \| Anastasija Pustovojtova \| |
| Arbitro:                        | Anastasija Pustovojtova |               |             |                                                          |

| Adalia 8 luglio 2012, ore 19:30 | Svezia           | 0 – 0 referto | Spagna | Mardan Sports Complex\| Arbitro: \| Knarik Grigoryan \| |
| Arbitro:                        | Knarik Grigoryan |               |        |                                                         |

### Fase a eliminazione diretta
|  | Semifinali | Semifinali | Semifinali |        |        | Finale | Finale | Finale |  |
|  |            |            |            |        |        |        |        |        |  |
|  | Danimarca  | Danimarca  | 1          |        |        |        |        |        |  |
|  | Danimarca  | Danimarca  | 1          |        |        |        |        |        |  |
|  | Svezia     | Svezia     | 3          |        |        |        |        |        |  |
|  | Svezia     | Svezia     | 3          |        | Svezia | Svezia | 1(dts) |        |  |
|  |            |            |            |        | Svezia | Svezia | 1(dts) |        |  |
|  |            |            | Spagna     | Spagna | 0      |        |        |        |  |
|  | Spagna     | Spagna     | Spagna     | Spagna | 0      | 1      |        |        |  |
|  | Spagna     | Spagna     |            |        |        |        |        |        |  |
|  | Portogallo | Portogallo | 0          |        |        |        |        |        |  |

#### Semifinali
| Arbitro: | Anastasija Pustovojtova |

|                 |           |                                       |
| K S Nielsen 61’ | Marcatori | 6’, 23’ Rubensson 90’ (aut.) Pedersen |

| Arbitro: | Riem Hussein |

|           |           |  |
| Pinel 87’ | Marcatori |  |

#### Finale
| Arbitro: | Stéphanie Frappart |

|           |           |  |
| Diaz 108’ | Marcatori |  |

| Svezia | Spagna |

| SVEZIA:        |    |                     |  |      |
|                |    |                     |  |      |
| P              | 1  | Jessica Höglander   |  |      |
| C              | 3  | Amanda Ilestedt (c) |  |      |
| D              | 4  | Jennie Nordin       |  |      |
| D              | 5  | Magdalena Eriksson  |  |      |
| C              | 6  | Therése Boström     |  | 34’  |
| C              | 7  | Petra Andersson     |  |      |
| A              | 8  | Malin Diaz          |  |      |
| A              | 9  | Pauline Hammarlund  |  | 104’ |
| A              | 10 | Elin Rubensson      |  |      |
| D              | 13 | Hanna Glas          |  |      |
| C              | 16 | Lina Hurtig         |  | 113’ |
| Sostituzioni:  |    |                     |  |      |
| A              | 11 | Jonna Andersson     |  | 34’  |
| A              | 14 | Fridolina Rolfö     |  | 104’ |
| C              | 15 | Julia Wahlberg      |  | 113’ |
| Allenatore:    |    |                     |  |      |
| Calle Barrling |    |                     |  |      |

| SPAGNA:       |    |                     |     |     |
|               |    |                     |     |     |
| P             | 1  | Dolores Gallardo    |     |     |
| D             | 2  | Idaira Rodríguez    |     |     |
| D             | 4  | Ivana Andrés        |     |     |
| D             | 5  | Andrea Pereira      |     |     |
| A             | 6  | Nagore Calderón     |     |     |
| C             | 7  | Gema Gili           |     | 84’ |
| A             | 9  | Raquel Pinel        |     | 89’ |
| C             | 10 | Amanda Sampedro     | 83’ |     |
| C             | 11 | Alexia Putellas (c) |     | 83’ |
| C             | 17 | Raquel Carreño      |     |     |
| D             | 18 | Virginia Torrecilla |     |     |
| Sostituzioni: |    |                     |     |     |
| C             | 12 | Nelly Maestro       |     | 83’ |
| C             | 16 | Ana Troyano         |     | 84’ |
| C             | 8  | Marina García       |     | 89’ |
| Allenatore:   |    |                     |     |     |
| Ángel Vilda   |    |                     |     |     |

| Ufficiali di gara - Guardalinee: - Michelle O'Neill (Irlanda) - Anne Cheron (Belgio) - Quarto uomo: Anastasija Pustovojtova (Russia) |

## Marcatrici
5 gol
- Elin Rubensson

2 gol
- Raquel Pinel
- Virginia Torrecilla
- Malin Diaz

1 gol
- Camilla Andersen
- Christina Bovbjerg
- Anna Fisker
- Karoline Smidt Nielsen

- Micas
- Mara Bâtea
- Marija Ilić
- Ivana Andrés

- Nagore Calderón
- Alexia Putellas
- Amanda Sampedro
- Pauline Hammarlund

Autoreti
- Stine Ballisager Pedersen (a favore della Svezia)
- Andreea Corduneanu (a favore della Turchia)
- Jasna Djordjević (a favore della Svezia)